# Kanton Nantes-3
Nantes-3 is een kanton van het Franse departement Loire-Atlantique. Het kanton maakt deel uit van het arrondissement Nantes.
Het kanton omvat uitsluitend een deel van de gemeente Nantes, waarvan de omschrijving werd aangepast door het decreet van 25 februari 2014 , met uitwerking op 22 maart 2015.